# Cordulia shurtleffii
Cordulia shurtleffii (tên tiếng Anh là American Emerald)là một loài chuồn chuồn ngô được tìm thấy ở Bắc Mỹ.

## Hình ảnh

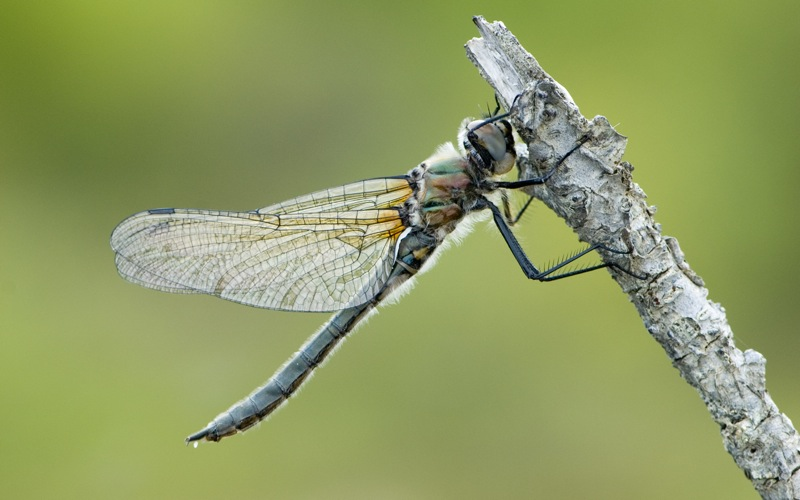